# Chrysometa sondo
Chrysometa sondo là một loài nhện trong họ Tetragnathidae.
Loài này thuộc chi Chrysometa. Chrysometa sondo được Herbert W. Levi miêu tả năm 1986.